# Unmasked
《Unmasked》는 1980년 5월 20일에 발매된 미국의 하드 록 밴드 키스의 여덟 번째 스튜디오 음반이다. 명성을 얻었음에도 불구하고, 피터 크리스는 음반 녹음에 전혀 관여하지 않았다. 안톤 피그는 모든 드럼을 신용을 얻지 못한 채 연주했다.

## 배경
이 음반에는 이전에 링고 스타의 비틀즈 이후의 작곡 파트너였던 비니 폰시아의 상당한 작곡 기고가 수록되어 있다. 이 음반은 키스가 외부 작곡가들의 기여를 이렇게 많이 사용한 최초의 음반으로, 에이스 프레일리의 두 곡인 〈Talk to Me〉와 〈Two Sides of the Coin〉을 제외한 모든 곡들이 밴드 외부의 누군가가 작사하거나 공동 작곡한 곡이기 때문이다.
이 밴드는 크리스와 함께 〈Shandi〉의 홍보 비디오를 촬영했다. 1995년 6월 17일 키스 컨벤션에서 그들과 함께 공연하기 전까지 그가 키스와 함께 출연한 것은 이번이 마지막이었다. 그 밴드의 공인된 전기에서, 드러머는 그가 촬영 후 밴드의 탈의실에 마지막으로 남겨진 사람이라고 밝히고 울음을 터뜨렸다. 빅터 스타빈이 디자인한 음반 커버와 포스터 인서트는 윙크하는 크리스를 특징으로 했다. 스탠리는 "《Unmasked》는 혜성의 꼬리 끝과 같았다"고 비쳤다. 그리고 "프레일리의 것이 아니다"라고 말했다.
노르웨이의 헤비 메탈 가수 요른 란데는 음반 《Unlocking the Past》(2007년)에서 〈Naked City〉를 커버했다. 1999년, 독일 레이블 아오르 헤븐은 음반 전체를 아우르는 다양한 아티스트들의 컴필레이션을 발매했고, 《Undressed An Unmasked Tribute To Kiss》라는 이름이 붙여졌다.

## 평가
| 전문가 평가   | 전문가 평가 |
| 평가 점수     | 평가 점수   |
| 출처          | 점수        |
| ------------- | ----------- |
| Allmusic      | [ 3 ]       |
| Vista Records | ·           |
| Rolling Stone | [ 5 ]       |
| Pitchfork     | (0.8/10)    |

《Unmasked》는 1980년 5월 20일 카사블랑카 레코드를 통해 판매에 들어갔고 빌보드 200에서 35위에 올랐는데, 이것은 《Hotter than Hell》 (1974년) 이후 이 그룹에게 최악의 위치이다. 이 음반은 발매 두 달 만에 미국 음반 산업 협회로부터 골드 인증을 받았지만 플래티넘 지위에는 오르지 못하며, 밴드의 4배 플래티넘 행진을 끝냈다. 한편, 유럽과 오세아니아에서는 키스가 인기를 유지했고, 노르웨이와 뉴질랜드에서는 《Unmasked》가 1위를 차지했고, 호주, 오스트리아, 독일, 네덜란드에서 톱 5에 올랐다.
1980년 6월 1일에 발매된 〈Shandi〉는 이 음반의 첫 번째 싱글이다. 비록 미국에서는 47위에 그쳤지만, 아르헨티나에서는 1위에 오른 반면, 호주, 뉴질랜드, 노르웨이에서는 10위권에 진입했다. 〈Talk to Me〉는 미국 밖의 다음 싱글곡이었다. 이 곡은 8월 24일에 판매에 들어갔고 최고 순위는 스위스 차트에 오른 10위였다. 〈Tomorrow〉는 미국에서 두 번째인 《Unmasked》의 세 번째이자 마지막 싱글이었고 독일에서는 70위에 올랐다.

## 곡 목록
| #  | 제목                               | 작사·작곡                                 | 리드 보컬 | 재생 시간 |
| -- | ---------------------------------- | ----------------------------------------- | --------- | --------- |
| 1. | 〈Is That You?〉                   | 제라드 맥마흔                             | 폴 스탠리 | 3:59      |
| 2. | 〈Shandi〉                         | 스탠리, 비니 폰시아                       | 스탠리    | 3:36      |
| 3. | 〈Talk to Me〉                     | 에이스 프레일리                           | 프레일리  | 4:00      |
| 4. | 〈Naked City〉                     | 진 시몬스, 폰시아, 밥 큘릭, 페피 카스트로 | 시몬스    | 3:49      |
| 5. | 〈What Makes the World Go 'Round〉 | 스탠리, 폰시아                            | 스탠리    | 4:14      |

| #   | 제목                       | 작사·작곡        | 리드 보컬 | 재생 시간 |
| --- | -------------------------- | ---------------- | --------- | --------- |
| 6.  | 〈Tomorrow〉               | 스탠리, 폰시아   | 스탠리    | 3:18      |
| 7.  | 〈Two Sides of the Coin〉  | 프레일리         | 프레일리  | 3:16      |
| 8.  | 〈She's So European〉      | 시몬스, 폰시아   | 시몬스    | 3:30      |
| 9.  | 〈Easy as It Seems〉       | 스탠리, 프레일리 | 스탠리    | 3:24      |
| 10. | 〈Torpedo Girl〉           | 프레일리, 폰시아 | 프레일리  | 3:44      |
| 11. | 〈You're All That I Want〉 | 시몬스, 폰시아   | 시몬스    | 3:04      |

## 인증
| 국가                       | 인증     | 판매량/출하량 |
| -------------------------- | -------- | ------------- |
| 캐나다 (뮤직 캐나다)       | 골드     | 50,000^       |
| 뉴질랜드 (RMNZ)            | 플래티넘 | 15,000^       |
| 미국 (RIAA)                | 골드     | 500,000^      |
| ^출하량을 기반으로 한 인증 |          |               |